# Paramacrobiotus
Genre
Paramacrobiotus est un genre de tardigrades, de la famille des Macrobiotidae.

## Liste des espèces
Selon Degma, Bertolani et Guidetti, 2017 :
- P. alekseevi (Tumanov, 2005)
- P. areolatus (Murray, 1907)
- P. beotiae (Durante Pasa & Maucci, 1979)
- P. centesimus (Pilato, 2000)
- P. chieregoi (Maucci & Durante Pasa, 1980)
- P. corgatensis (Pilato, Binda & Lisi, 2002)
- P. crenatus (Maucci, 1991)
- P. csotiensis (Iharos, 1966)
- P. danielae (Pilato, Binda, Napolitano & Moncada, 2001)
- P. danielisae (Pilato, Binda & Lisi, 2006)
- P. derkai (Degma, Michalczyk & Kaczmarek, 2008)
- P. fairbanksi Schill, Förster, Dandekar & Wolf, 2010
- P. garynahi (Kaczmarek, Michalczyk & Diduszko, 2005)
- P. gerlachae (Pilato, Binda & Lisi, 2004)
- P. halei (Bartels, Pilato, Lisi & Nelson, 2009)
- P. hapukuensis (Pilato, Binda & Lisi, 2006)
- P. huziori (Mihalczyk & Kaczmarek, 2006)
- P. intii Kaczmarek, Cytan, Zawierucha, Diduszko & Michalczyk, 2014
- P. kenianus Schill, Förster, Dandekar & Wolf, 2010
- P. klymenki Pilato, Kiosya, Lisi & Sabella, 2012
- P. lachowskae Stec, Roszkowska, Kaczmarek & Michalczyk, 2017
- P. lorenae (Biserov, 1996)
- P. magdalenae (Mihalczyk & Kaczmarek, 2006)
- P. palaui Schill, Förster, Dandekar & Wolf, 2010
- P. peteri (Pilato, Claxton & Binda, 1989)
- P. pius Lisi, Binda & Pilato, 2016
- P. priviterae (Binda, Pilato, Moncada & Napolitano, 2001)
- P. richtersi (Murray, 1911)
- P. rioplatensis (Claps & Rossi, 1997)
- P. savai (Binda & Pilato, 2001
- P. sklodowskae (Michalczyk, Kaczmarek & Węglarska, 2006)
- P. tonollii (Ramazzotti, 1956)
- P. vanescens (Pilato, Binda & Catanzaro, 1991)
- P. walteri (Biserov, 1997-1998)

## Résistance au rayonnement ultraviolet
Certaines espèces de tardigrades résistent bien aux rayons ultraviolets (connus pour endommager les molécules d'ADN) et d'autres pas, sans qu'on en connaisse généralement la raison. En 2020, des chercheurs de l'Indian Institute of Science (Bangalore, Inde) ont isolé d'un échantillon de mousse une nouvelle espèce du genre Paramacrobiotus (provisoirement dénommée P. BLR) particulièrement résistante : exposés pendant 15 min à 1,11 W/m2 d'un rayonnement ultraviolet de longueur d'onde 253 nm, tous les individus de cette espèce sont encore vivants 30 jours plus tard, alors que ceux de l'espèce Hypsibius exemplaris sont tous morts après 24 h. Exposés pendant une heure, 60 % survivent et présentent un comportement normal,.
Cette résistance est due à des pigments qui absorbent les rayons ultraviolets et réémettent une lumière bleue inoffensive (autofluorescence). Ces mêmes pigments, déposés sur des individus de l'espèce Hypsibius exemplaris, et même sur des vers ronds de l'espèce Caenorhabditis elegans, leur confère aussi une grande tolérance aux ultraviolets.

### Publication originale
- Guidetti, Schill, Bertolani, Dandekar & Wolf, 2009 : New molecular data for tardigrade phylogeny, with the erection of Paramacrobiotus gen. nov. Journal of Zoological Systematics and Evolutionary Research, vol. 47, no 4, p. 315-321.